# 涙のイエスタデー
『涙のイエスタデー』（なみだのイエスタデー）は、GARNET CROWの25枚目のシングル。2007年7月4日に発売された。

## 解説
『名探偵コナン』との6度目のタイアップ。同番組のタイアップは「忘れ咲き」以来3年振りであり、オープニングテーマとしては、デビューシングルの「Mysterious Eyes」以来7年振りとなった。
この曲でオリコンチャートにて3作連続トップ10入りを記録。これは、2002年の「夢みたあとで」 - 「クリスタル・ゲージ」以来である。
このシングルの「涙のイエスタデー」で、インディーズ時代を含めGARNET CROWの楽曲が通算100曲となった。発売日の7月4日は、ボーカル中村由利の誕生日である。

## 収録曲
1. 涙のイエスタデー
  - 作詞：AZUKI七 / 作曲：中村由利 / 編曲：古井弘人

読売テレビ・日本テレビ系全国ネットアニメ『名探偵コナン』オープニングテーマ
中村は久しぶりに何度も作り直した曲と語っており、デモテープは2007年1月には出来ていたとのこと[2]。当初は表題曲のインストゥルメンタルは収録されない予定であったが、急遽収録が決定した。ジャケット写真は「イエスタデイといえばビートルズ」ということでビートルズのLP盤を意識しているらしい[2]。バンド名の表記もあえてカタカナにされている。ディスクのデザインもレコード盤を意識している[2]。PVもそれに関連して1960年代のレトロ調になっているという。また、PVは全編カラーのものと、一部カットが白黒になっているものと2種類あり、アレンジも一部異なっている。
『名探偵コナン』のオープニングで使われた音源と、CDに収録されている音源ではアレンジが一部異なっている（『名探偵コナン』のオープニングの音源は、サビ始まり）。アルバム『LOCKS』にはアルバムバージョンにリアレンジされて収録されているが、アルバムには『名探偵コナン』で流れた音源に近い形で収録されている。
タイアップ先となった『名探偵コナン』の第507話「カラオケボックスの死角（前編）」では、作中で江戸川コナンが本曲をカラオケで歌うシーンがある。
2. Go For It
  - 作詞：AZUKI七 / 作曲：中村由利 / 編曲：古井弘人
3. 一番素敵だった日
  - 作詞：AZUKI七 / 作曲：中村由利 / 編曲：古井弘人
4. 涙のイエスタデー (Instrumental)

## 収録アルバム
涙のイエスタデー
- LOCKS（album ver.）
- THE BEST OF DETECTIVE CONAN 3 〜名探偵コナン テーマ曲集3〜
- THE BEST History of GARNET CROW at the crest...
- THE ONE 〜ALL SINGLES BEST〜
- GARNET CROW REQUEST BEST

Go For It
- THE BEST History of GARNET CROW at the crest...（初回限定盤のみ）
- GOODBYE LONELY 〜Bside collection〜

一番素敵だった日
- GOODBYE LONELY 〜Bside collection〜